# Andrés Vicente Gómez
Andrés Vicente Gómez Montero, conegut com a Andrés Vicente Gómez (Madrid, 16 de setembre de 1943), és un productor de cinema espanyol al capdavant de la productora Lolafilms.
Andrés Vicente Gómez és un dels productors més prolífics, de més èxit a Espanya i un dels més respectats a Europa. Amb una filmografia de més de 100 pel·lícules, gairebé totes marcades per una relativa coherència, buscant la diversitat i l'afany per la qualitat i, gairebé sempre, intentant buscar la complicitat del públic.
Guanyador d'un Oscar per Belle Époque, en la categoria de Millor pel·lícula de Parla No Anglesa. Als premis obtinguts als Festivals de Berlín, Venècia, Mont-real i Sant Sebastià, s'afegeix la seva presència anual en els Goya, la qual cosa li converteix en el productor espanyol amb major nombre de guardons nacionals i internacionals. Molts dels èxits de la taquilla nacional han estat produïts per Andrés Vicente Gómez, qui ha treballat en els últims 40 anys amb directors de incustionable prestigi, com Fernando Trueba, Pedro Almodóvar, Carlos Saura, Bigas Luna, Vicente Aranda, Álex de la Iglesia, Manuel Gutiérrez Aragón, Pilar Miró, Santiago Segura, Manuel Gómez Pereira, José Luis García Sánchez, John Malkovich o Ray Loriga, entre d'altres.

## Biografia
El 1990 s'uneix a LolaFilms, S.A., productora originalment amb base a Barcelona, fundada per José Manuel Lara, Manuel Lombardero, Vicente Aranda, Carlos Durán i Oriol Regàs, en la que entra a participar Pablo Atienza i la seva central de inversions Gescapital. A mitjan noranta, manté un fructífer matrimoni amb el grup Pressa per a finalment Telefónica adquirir el 70% de la Societat.
En els últims anys Andrés ha continuat mantenint una producció constant de les pel·lícules en espanyol i anglès, sent responsable de títols com Rain amb Martin Scorsese com a coproductor, The dancer upstairs amb Javier Bardem i John Malkovich, Nearest to heaven amb Catherine Deneuve, les coproduccions amb Aurelio di Laurentiis Navidad en el Nilo i Navidad en Nueva York, Soldados de Salamina de David Trueba, La fiesta del chivo con Isabella Rosellini, Isi & Disi amb Santiago Segura, Manolete amb Adrien Brody i Penélope Cruz, Lolita's Club de Vicente Aranda, Io, Don Giovanni de Carlos Saura, El Cónsul de Sodoma amb Jordi Mollá o La chispa de la vida d'Álex de la Iglesia.
Com a distribuïdor, des de principis dels anys 70, Andrés Vicente Gómez ha portat al públic espanyol una eclèctica selecció de la cinematografia internacional, amb obres clàssiques de directors com Buster Keaton, Charles Chaplin, Jean-Pierre Melville o Akira Kurosawa i pel·lícules com L'últim Emperador, Dancing With Wolves, Passejant Miss Daisy o Henry V.
Ha distribuït els treballs de nombrosos autors de culte, com Bernardo Bertolucci, Robert Bresson, Claude Chabrol, Peter Greenaway, Shohei Imamura, Krzysztof Kieslowski, Alain Resnais, François Truffaut o Bertrand Tavernier. I ha introduït a Espanya les veus independents de Peter Bogdanovich, Hal Hartley, Neil Jordan, Paul Morrissey, Tim Robbins o Alan Rudolph.
A part de la seva extensa labor com a productor, Andrés Vicente Gómez és el President de la Media Business School, un dels més prestigiosos centres d'ensenyament i desenvolupament de la Unió Europea. També és membre de la European Film Academy i, des de 1994, de l'Academy of Motion Picture Arts and Sciences of America. Treballa activament per a la FIAPF ocupant el càrrec de President entre 2003 i 2008. En reconeixement de la seva labor com un dels productors que més ha contribuït a la indústria del cinema, el Festival de Canes li va tributar un homenatge en la seva edició de 1998.
Des de 2010 treballa a Orient Mitjà, especialment a l'Aràbia Saudita, participant en la creació de la indústria audiovisual del país i produint en 2014 la primera pel·lícula internacional rodada al país,, Born a King.
És vidu de l'escriptora Carmen Rico Godoy des de 2001 i de la periodista Concha García Campoy des de 2013.

## Filmografia
- Comanche Blanco (1968) de Gilbert Kay i José Briz
- El Hambre en el Mundo (1968) de José Briz
- Belleza Negra (1971) de James Hill Andrea Bianchi
- Diabólica malicia (1972) de James Kelley i Andrea Bianchi
- La isla del tesoro (1972) d'Andrea Bianchi John Hough
- La loba y la Paloma (1973) de Gonzalo Suárez
- El asesino no está solo (1973) de Jesús García de Dueñas
- F for Fake (1974) de Orson Welles
- El cielo se cae (Las Flores del Vicio) (1975) de Silvio Narizzano
- La querida (1976) de Fernando Fernán Gómez
- Quería dormir en paz (1976) d'Emma Cohen (curtmetratge)
- La Raulito en libertad (1977) de Lautaro Murúa
- ¿Por qué perdimos la guerra (1977) de Diego Santillán i Luis Galindo
- La viuda andaluza (1978) de Francesc Betriu
- La veritat sobre el cas Savolta (1979) d'Antonio Drove
- Silvia ama a Raquel (1979) de Diego Santillán
- Cocaína (1980) de Julio Wizuete i Jimmy Gimé
- Corridas de alegría (1981) de Gonzalo García Pelayo
- Black Venus (1983) de Claude Mulot
- Los caraduros (1983) de Antonio Ozores
- El pan debajo del brazo (1984) de Mariano Ozores
- Christina y la reconversión sexual (1984) de Francisco Lara Polop
- Los pazos de Ulloa (1984) de Gonzalo Suárez (miniserie)
- La flecha negra (1985) de John Hough
- Sé infiel y no mires con quién (1985) de Fernando Trueba
- Matador (1986) de Pedro Almodóvar
- El año de las luces, (1986) de Fernando Trueba
- La intrusa (1987) de Jaime Chavarri
- La estanquera de Vallecas (1987) de Eloy de la Iglesia
- El pecador impecable (1987) d'Augusto Martínez Torres
- Los negros también comen (1987) de Marco Ferreri
- El Dorado (1987) de Carlos Saura
- Remando al viento (1987) de Gonzalo Suárez
- Miss Caribe (1988) de Fernando Colomo
- La noche oscura (1989) de Carlos Saura
- El sueño del mono loco (1989) de Fernando Trueba
- El regreso de los mosqueteros (1989) de Richard Lester
- ¡Ay, Carmela! (1990) de Carlos Saura
- Las edades de Lulú (1990), de Bigas Luna
- Cómo ser mujer y no morir en el intento (1990) d'Ana Belén
- La otra historia de Rosendo Juarez (1990) de Gerardo Vera
- La noche más larga (1991) de José Luis García Sánchez
- Beltenebros (1991) de Pilar Miró
- El evangelio según San Marcos (1991) d'Héctor Oliveira
- La mujer y el pelele (1991) de Mario Camus
- La grande collection (1991) (sèrie de televisió)
- Jamón, jamón (1991) de Bigas Luna
- Una mujer bajo la lluvia (1992) de Gerardo Vera
- La reina anónima (1992) de Gonzalo Suárez
- Emma Zunz (1992) de Benoît Jacquot
- Belle Époque (1992) de Fernando Trueba
- Maratón (1993) de Carlos Saura
- La Muerte y la Brújula (1993) d'Alex Cox
- El amante bilingüe (1993) de Vicente Aranda
- Cuentos de Borges (1993) sèrie de televisió
- Huevos de oro (1993) de Bigas Luna
- Tirano Banderas (1993) de José Luis García Sánchez
- Cómo ser infeliz y disfrutarlo (1993) d'Enrique Urbizu
- La teta i la lluna (1994) de Bigas Luna
- El detective y la muerte (1994) de Gonzalo Suárez
- La pasión turca (1994) de Vicente Aranda
- El rey del río (1994) de Manuel Gutiérrez Aragón
- Cuernos de mujer (1994) de Enrique Urbizu
- Antártida (1994) de Manuel Huerga
- El día de la bestia (1995) d'Álex de la Iglesia
- Two Much (1995) de Fernando Trueba
- Palace (1995) de Joan Gràcia, Paco Mir i Carles Sans
- Matías, juez de línea (1995) de Santiago Aguilar i Paco Mir
- El perro del hortelano (1995) de Pilar Miró
- Libertarias (1996) de Vicente Aranda
- Hollow Reed (1996) de Angela Pope
- La lengua asesina (1996) de Alberto Sciamma
- La Celestina (1996) de Gerardo Vera
- Más allá del jardín (1996) de Gerardo Vera
- Sus ojos se cerraron y el mundo sigue andando (1997) de Jaime Chávarri
- Hasta la victoria siempre (1997) de Juan Carlos Desanzo
- Sólo se muere dos veces (1996) de Esteban Ibarretxe
- Tranvía a la Malvarrosa (1996) de José Luis García Sánchez
- En brazos de la mujer madura (1996) de Manuel Lombardero
- La duquesa roja (1996) de Francesc Betriu
- Perdita Durango (1997) de Álex de la Iglesia
- Grandes ocasiones (1997) de Felipe Vega
- La mirada del otro (1997) de Vicente Aranda
- Torrente, el brazo tonto de la ley (1997) de Santiago Segura
- Una pareja perfecta (1997) de Francesc Betriu
- La niña de tus ojos (1998) de Fernando Trueba
- Muertos de risa (1998) de Álex de la Iglesia
- No se lo digas a nadie (1998) de Francisco Lombardi
- Un dulce olor a muerte (1998) de Gabriel Retes
- Goya en Burdeos (1999) de Carlos Saura
- Segunda piel (1999) de Gerardo Vera
- Petra Delicado (1999) TV series
- El portero (2000) de Gonzalo Suárez
- La comunidad (2000) d'Álex de la Iglesia
- Lázaro de Tormes (2000) de Fernando Fernán Gómez i José Luis García Sánchez
- Torrente 2: misión en Marbella (2001) de Santiago Segura
- Tardes de Gaudí (2000) de Susan Seidelman
- El paraíso ya no es lo que era (2000) de Francesc Betriu
- La voz de su amo (2000) d'Emilio Martínez Lázaro
- Juego de Luna (2001) de Mónica Laguna
- Son de mar (2001) de Bigas Luna
- Chica de Río (2001) de Christopher Monger
- Tuno negro (2001) de Pedro L. Barbero i Vicente J. Martín
- Lluvia (2001) de Katherine Lindberg
- Desafinado (2001) de Manuel Gómez Pereira
- The Dancer Upstairs (2002) de John Malkovich
- El embrujo de Shanghai (2002) de Fernando Trueba
- No somos nadie (2001) de Jordi Mollà
- La marcha verde (2001) de José Luis García Sánchez
- Últimas vacaciones (2001) de Neri Parenti
- Lo más cercano al cielo (2002) de Tonie Marshall
- El robo más grande jamás contado (2002) de Daniel Monzón
- Deseo (2002) de Gerardo Vera
- Natale sul Nilo (2002) de Neri Parenti
- Song for a Raggy Boy (2003) d'Aisling Walsh
- La hija del caníbal (2003) d'Antonio Serrano
- Soldados de Salamina (2003) de David Trueba
- Tiempo de tormenta (2003) de Pedro Olea
- ¡Buen viaje, excelencia! (2003) d'Albert Boadella
- El séptimo día (2004) de Carlos Saura
- Isi/Disi. Amor a lo bestia (2004) de Chema de la Peña
- Sinfín (2005) de Manuel Sanabria i Carlos Villaverde
- La fiesta del Chivo (2005) de Luis Llosa
- Isi & Disi, alto voltaje (2006) de Miguel Ángel Lamata
- Teresa, el cuerpo de Cristo (2007) de Ray Loriga
- Canciones de amor en Lolita's Club (2007) de Vicente Aranda
- Manolete (2008) de Menno Meyjes
- Io, Don Giovanni (2009) de Carlos Saura
- El cònsol de Sodoma (2009) de Sigfrid Monleón
- La chispa de la vida (2011) de Álex de la Iglesia
- Born a King (2019) d'Agustí Villaronga
- Champions (2020) de Manuel Calvo

## Musicals
- The Last Horseman (2012) dirigit per Victor Conde
- ¡Ay Carmela! (2013) dirigit per Andrés Lima

## TV
- Los pazos de Ulloa (1984) de Gonzalo Suárez (minisèrie)
- La grande collection (1991) sèrie de televisió
- Cuentos de Borges (1993) sèrie de televisió
- Petra Delicado (1999) sèrie de televisió
- Far From Home (2014) sèrie de televisió
- To-Day (2014) sèrie de televisió